# Ceratonyx
Ceratonyx là một chi bướm đêm thuộc họ Geometridae.

## Các loài
- Ceratonyx arizonensis (Capps, 1950)
- Ceratonyx permagnaria (Grossbeck, 1912)
- Ceratonyx satanaria Guenée, 1857